# Une vision de Sainte-Thérèse
Une vision de Sainte-Thérèse est une mélodie pour voix et orchestre d'Augusta Holmès composée en 1887.

## Composition
Augusta Holmès compose la Vision de Sainte-Thérèse en 1887 sur un texte écrit par elle-même. L'œuvre est pour soprano et orchestre. Elle est précédée d'un texte extrait du chapitre 29 d'Une Vie de Sainte-Thérèse : « Quoique des Anges m'apparaissent souvent c'est presque toujours sans les voir : mais il a plu quelquefois à Notre-Seigneur que j'en ai vu un dans une forme corporelle. Il était d'une merveille beauté et son visage étincelait de tant de lumière qu'il me paraissait un de ceux de ce premier ordre qui sont tout embrasé de l'amour de Dieu, et que l'on nomme Séraphin. Cet Ange avait en la main une flèche qui était d'or dont la pointe était fort large et qui me paraissait avoir à l'extrémité un peu de feu : il me sembla qu'il l'enfonça diverses fois dans mon cœur, et que toutes les fois qu'il la retirait il m'arrachait les entrailles et me laissait toute brûlante d'un si grand amour de Dieu que la violence de ce feu me faisait jeter des cris, mais des cris mêlés d'une si grande joie que je ne pouvais désirer d'être délivrée d'une douleur si agréable ni trouver de repos et de contentement qu'en Dieu seul. ». L'œuvre est éditée chez Henri Tellier la même année. Elle est créée le 30 mars 1889 au Concert Colonne.

## Poème
Merci de procéder au transfert en conservant l'historique. 
Sous les profonds arceaux, sur la dalle glacée

Le silice au flanc,

Ayant brisé ma force et dompté ma pensée

J'offre à l'Époux mon cœur tremblant !

Mes yeux se sont fermés !

Et mon âme épuisée

Tombe une céleste langueur

Qui m'assiège et m'inonde, et comme une rosée

Ravive les lys de mon cœur !

Ô torturant désir de l'union divine !

Ô soif de l'amour immortel !

Ta flamme naît en moi, le brûle et m'illumine,

Et je vois s'entr'ouvrir le ciel !

Ah ! Des nuages clairs pleins de battement d'ailes

Voilent l'univers à mes yeux,

Et lui, le Messager, l'Archange que j'appelle

M'apparaît tendre et radieux !

Sa blancheur le revêt d'un vêtement de gloire,

Son sein porte les fleurs qui jamais ne mourront !

Ses yeux sont tout brûlant d'extase et de victoire,

Et l'astre du matin scintille sur son front !

D'une flèche d'or et de flamme,

L'Être divin perce mon cœur !

Ah ! Ô joie  insoutenable !

Ô délice ! Ô douleur !

Je meurs de ce transport qui me déchire l'âme !

Pour l'ineffable plaie il n'est qu'un seul dictâme,

L'anéantissement dans l'Idéal vainqueur !

Emportez-moi, saintes phalanges !

Ô chœurs adorables des anges

Emportez-moi mourante aux pieds de votre Roi !

Je ne vis plus qu'en lui

Je ne suis plus moi-même !

Divine humanité !

Dieu… Dieu sauveur…!

Bien suprême !

Je suis à toi !

## Réception
Une vision de Sainte-Thérèse est créée au concert Colonne, au théâtre du Châtelet, le 30 mars 1889, chanté par Mlle Marguerite Martini,,,,,,. Selon Charles Réty, l'un des critiques du concert, l'inspiration de l'œuvre est élevée, réussissant à faire d'une extase immatérielle une musique qui en augmente d'autant plus l'expression. Il regrette cependant que l'orchestration soit trop lourde et couvre partiellement la voix de la chanteuse. 